# Schloss Niedermurach

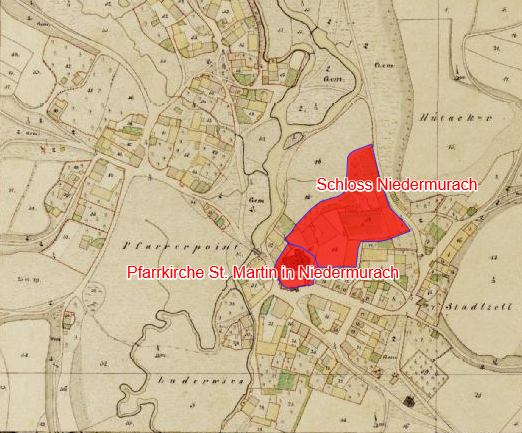
Lageplan des Schlosses Niedermurach auf dem Urkataster von Bayern

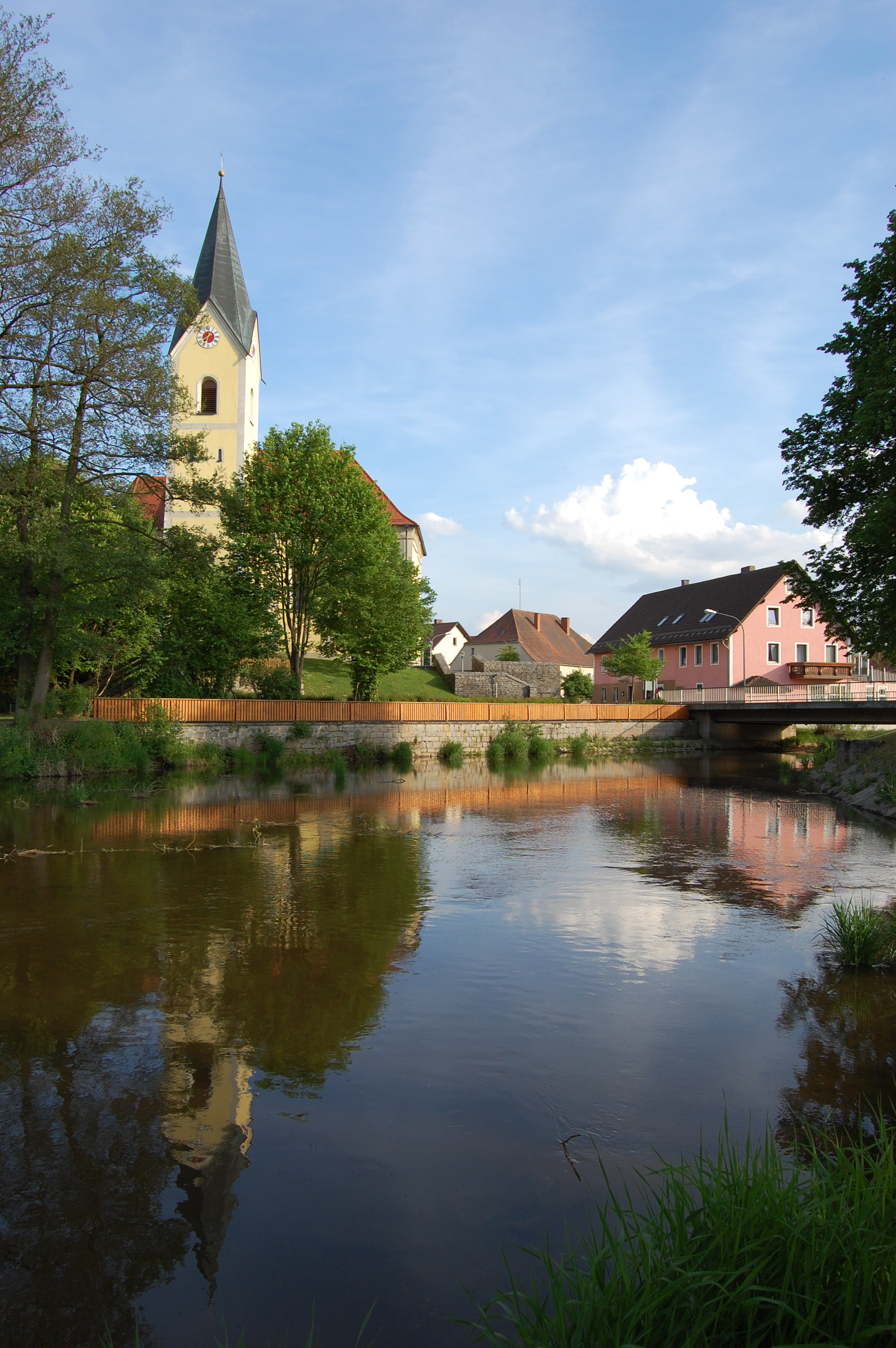
Fluss Murach im Ort Niedermurach (2011)

Das abgegangene Schloss Niedermurach lag in der oberpfälzischen Gemeinde Niedermurach im Landkreis Schwandorf. „Archäologische Befunde des abgegangenen Schlosses von Niedermurach, zuvor mittelalterliche Burg“ werden als Bodendenkmal unter der Aktennummer D-3-6540-0036 geführt.

## Geschichte
Der Name Murach leitet sich von dem Fluss Murach ab, dessen Bezeichnung von dem mhd. „muor“ (= Sumpf, Moor) herkommt und mit ach ein Kompositum bildet. Die Gegend scheint spätestens im 10. Jahrhundert besiedelt worden zu sein, urkundlich nachweisbar ist aber erst 1110 ein „Gerunch de Mourach“. Niedermurach war einer von sieben Rittersitzen, die dem Amt Murach zugeordnet waren, das in der Burg Obermurach seinen Sitz hatte.
Im Paulsdorfer Lehensbuch von 1423 wird Niedermurach als Sitz einer Pfarrei erwähnt. Das Amt Murach war 1428, 1432 und 1433 von den Raubzügen der Hussiten betroffen; die Versuche der Hussiten, die Burg zu erobern, scheiterten 1428 und 1433. Bei der Schlacht bei Hiltersried am 21. September 1433 wurden die Hussiten besiegt und haben sich danach aus den bayerischen Landen zurückgezogen. 1489 kam es zur Gründung des Löwlerbundes, dessen adelige Mitglieder sich den Steuerforderungen durch Herzog Albrecht IV. widersetzten. Zu dessen einflussreichsten Mitgliedern zählte Albrecht von Murach, der sich mit seiner Burg dem böhmischen König Wladislaus von Böhmen unterstellte. 1493 kam es zwischen Albrecht von Murach sowie weiteren acht Löwlern zu einem Friedensschluss mit dem Herzog, der diesen die gemeine Landesfreiheit zusicherte; für die Kriegsschäden wurde kein Ersatz geleistet, aber die Burg in Niedermurach war nicht beschädigt worden.
1494 wird „Nidern Murach“ mit drei Mannschaften zum Amt genannt. 1581 heißt es „Nidernmurach schloß vnd dorff“, das dem Thomas Philippen von Murach gehört, wobei aber vier Mannschaften zum Amt Wernberg zugehörig sind und zwei dem „Otten vonn Ebleben“ gehören. Niedermurach war also keine geschlossene Hofmark. 1622 wird von der „Hoffmarckh Nidern Murach“ gesagt, dass das Schloss und 39 Mannschaften dem Otten von Murach zugehörig sind, während weitere fünf zum Schloss Wernberg gehören, darunter die „tavern vnd preustatt“, und zwei Mannschaften und eine Mühle den Ebleben gehören.
Im Zuge der Rekatholisierung während des Dreißigjährigen Krieges mussten die protestantisch gewordenen Besitzer von Niedermurach zeitweise ihre Hofmark verlassen. 1792 wird als Inhaber der Hofmark Niedermurach Wilhelm Joseph von Murach genannt. Karl Freiherr von Murach war seit 1800 Inhaber des Landsassengutes Niedermurach. Er erinnerte die Regierung am 8. Mai 1817, eine Entscheidung über das von ihm beantragte Ortsgericht zu veranlassen. Da kein geschlossener Bezirk vorlag, wurde der Antrag am 23. Mai 1817 abgelehnt. Wegen diverser Vergehen im Zusammenhang mit dem Erbe des am 5. Oktober 1816 verstorbenen Pfarrers Simon Einweg kam es im Ort zu starken Spannungen, wobei die Bevölkerung am 6. Juni 1817 Beschwerde bei der Regierung wegen „Jurisdiktions Mißbrauch und Unterthansbedrückung“ gegen den Hofmarksherrn erhob. Am 21. Februar 1820 erhielt das Landgericht Neunburg die Anweisung, wegen der erfolgten Lehensallodifikation des Rittergutes Niedermurach die patrimonialgerichtliche Registration zu übernehmen, und am 1. März 1820 meldete das Landgericht den Einzug der Jurisdiktion der Murachschen Untertanen in Niedermurach. Am 30. Mai 1840 wurde das Landgericht I. Klasse in Oberviechtach gegründet, dem dann auch Niedermurach zugeschlagen wurde.

## Beschreibung
Die Anlage lag nordöstlich der Pfarrkirche St. Martin zwischen der Oberviechtacher Straße und der Brauhausgasse, wobei das sogenannte Bodergangl zu dem ehemaligen und rezent überbauten Schlossareal führt. Die Murach fließt im Westen des ehemaligen Schlosses vorbei. Die Reste des Schlosses sind 1972 vollständig abgetragen worden.